# Мухувка (Лодзинське воєводство)
Мухувка (пол. Muchówka) — село в Польщі, у гміні Озоркув Зґерського повіту Лодзинського воєводства.
Населення — 42 особи (2011).

## Демографія
Демографічна структура станом на 31 березня 2011 року:
|          | Загалом | Допрацездатний вік | Працездатний вік | Постпрацездатний вік |
| -------- | ------- | ------------------ | ---------------- | -------------------- |
| Чоловіки | 23      | 5                  | 18               | 0                    |
| Жінки    | 19      | 2                  | 11               | 6                    |
| Разом    | 42      | 7                  | 29               | 6                    |